# Miss Uganda
Miss Uganda è il titolo con il quale vengono identificate le rappresentanti dell'Uganda nei concorsi di bellezza internazionali come Miss Mondo e Miss Universo.

## Albo d'oro

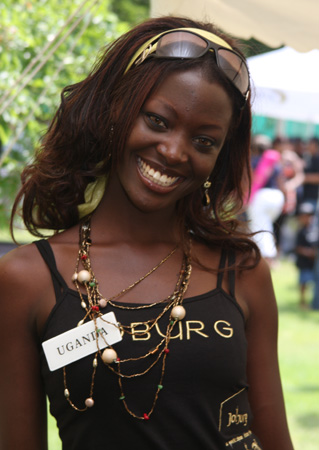
Miss Uganda 2008, Dora Mwima.

| Anno | Rappresentante per Miss Mondo |
| ---- | ----------------------------- |
| 1967 | Rosemary Salmon               |
| 1968 | Joy Lehai                     |
| 1985 | Helen Acheng                  |
| 1988 | Nazma Jamal Mohamed           |
| 1989 | Doreen Lamon-Opira            |
| 1992 | Olga Nampima                  |
| 1993 | Linda Bazalaki                |
| 1996 | Sheba Kerere                  |
| 1997 | Lillian Acom                  |
| 2001 | Victoria Kabuye               |
| 2002 | Rehema Ni Nakuya              |
| 2003 | Aysha Nassanga                |
| 2004 | Barbara Kimbugwe              |
| 2005 | Juliet Ankakwatsa             |
| 2007 | Monica Kasyate                |
| 2008 | Dora Mwima                    |
| 2009 | Maria Namiiro                 |
| 2010 | Heyzme Nansubuga              |